# DeWalt
DeWalt  est une marque commerciale de l'entreprise américaine Stanley Black & Decker. 
DeWalt conçoit, fabrique et commercialise de l'outillage électroportatif,  des machines et des accessoires à destination des  professionnels du secteur de la construction et l’industrie. La marque, caractérisée par la couleur  jaune et noire, propose une gamme complète d’outils électroportatifs, de rangement, d’accessoires, de lasers et de jardin.

## Histoire
En 1924 Raymond E. DeWalt crée la compagnie à son nom, dans la ville de Leola (Pennsylvanie), aux États-Unis. La création de l’entreprise avait pour but de fabriquer et de vendre son invention : la scie radiale. 
La société grandit rapidement et fut réorganisée et réintégrée en 1947 sous le nom de DeWalt Inc. Après l’achat de la société en 1949, la firme American Machine & Foundry Co., Inc connut alors une belle croissance et fut rachetée en 1960 par l’entreprise Black et Decker.
Black & Decker cède la scie radiale de la branche manufacturière en 1989 et la vend à deux cadres. Les scies radiales à bras qui utilisent le design original DeWalt peuvent toujours être obtenues auprès de l’Original Saw Co.
En 1992, Black & Decker a lancé un important effort pour renommer ses outils électriques de qualité professionnelle et haut de gamme au profit de DeWalt. En 1994, DeWalt a repris le fabricant allemand d’outils électriques de travail, ELU. DeWalt a élargi sa gamme d’outils en utilisant la technologie d’ELU. En 2001, DeWalt fabrique et vend plus de 200 outils électriques différents et 800 accessoires.
En 2004, Black et Decker rachète Porter-Cable, son concurrent direct et fusionne ses activités avec celles de DeWalt à Jackson (Tennessee). 
En 2011, DeWalt a lancé une gamme très large d’outils à main (y compris les couteaux universels, les pinces, les clés à molette, les rubans à mesurer, les scies et les marteaux). En 2013, la ligne a été élargie pour inclure les outils de mécanique (clés, clés à cliquet et douilles). 
En 2015, DeWalt possède sept usines de fabrication de produits de marque DeWalt aux États-Unis: New Britain, CT, Hampstead, MD, Shelbyville, KY, Greenfield, IN, Cheraw, Caroline du Sud, Charlotte et Jackson, TN. 

## Produits
DeWalt offre 5 gammes complètes de solutions d’application destinées aux professionnels de la construction :  
- Gamme outils électroportatifs
- Gamme accessoires  Cette gamme comprend des forets et embouts de vissage, des lames de scie circulaire, des abrasifs ou des scies cloche. Tous les forets béton et métal sont fabriqués dans les usines en Allemagne. Les produits de coupe, lame de scie sabre, de scie cloche et de scie circulaire sont fabriqués aux États-Unis.
- Gamme rangement
- Gamme jardin
- Gamme lasers

## Partenariats et Sponsoring
Nascar
En dehors du monde de l’outillage, DeWalt fut également connu dans l’univers des courses automobiles. En effet, l’entreprise a été le sponsor du pilote de NASCAR Matt Kenseth pendant 10 ans. De 1999 à 2009, les voitures de Matt Kenseth ont arboré les couleurs de la fameuse marque d’outillage américaine. Au cours de ce partenariat, le conducteur gagnera notamment la Winston Cup en 2000.  
DeWalt a sponsorisé le pilote de MotoGP, Ben Spies, pour la saison de course 2010, et également l'équipe Mclaren F1, à partir de la saison 2021.
Worldskills
Pendant plusieurs années,, DeWalt fut un partenaire  de WorldSkills France, les Olympiades des Métiers. Cette compétition internationale récompense, tous les deux ans, le professionnalisme et l’excellence des métiers manuels et de l’artisanat. Ce partenariat est désormais affiché au nom de la maison-mère : Stanley Black & Decker.
DeWalt a accompagné Baptiste Menestrello, champion de France 2018 en Charpente et médaillé d’argent à la finale monde Worldskills 2019.